# 张汝伦
张汝伦（1953年—），上海人，享受国务院政府特殊津贴专家，复旦大学教授。

## 生平
1967年至1970年在上海市南洋模范中学学习，1979年考入芜湖师范专科学校（2005年并入安徽师范大学）英文专科学习。1981年考取复旦大学研究生，1987年于复旦大学获博士学位，同年留校工作。曾先后在德国图宾根大学和弗莱堡大学、美国宾夕法尼亚州立大学访问研究。1992年回国工作，现任复旦大学哲学学院教授、博士生导师。

## 学术贡献
主要从事中西哲学、中西思想史等研究工作。所著《存在与时间》释义入选2011年度《国家哲学社会科学成果文库》。曾获复旦大学教学名师，复旦大学“研究生心目中的好导师”等称号。

## 著作
- 《意义的探究：当代西方释义学》（1986年，辽宁人民出版社）
- 《历史与实践》（1995年，上海人民出版社）
- 《海德格尔与现代哲学》（1995年，复旦大学出版社）
- 《思考与批判》（1999年，上海三联书店）
- 《现代中国思想研究》（2001年，上海人民出版社）
- 《良知与理论》（2003年，广西师范大学出版社）
- 《现代西方哲学十五讲》（2004年，北京大学出版社）
- 《德国哲学十论》（2004年，复旦大学出版社）
- 《中西哲学十五章》（2008年，上海书店出版社）
- 《二十世纪德国哲学》（2008年，人民出版社）
- 《政治世界的思想者》（2009年，复旦大学出版社）
- 《含章集》（2011年，复旦大学出版社）
- 《<存在与时间>释义》（2012年，上海人民出版社）
- 《哲学与人生》（2012年，中西书局）